# Mistrovství světa v silniční cyklistice 2023
Mistrovství světa v silniční cyklistice 2023 se uskutečnilo v britském Glasgow od 5. do 13. srpna 2023.

## Program
Všechny časy v tabulce jsou uváděny v britském letním čase.
| Datum                  | Čas             | Čas             | Závod                  | Start           | Cíl             | Vzdálenost      |
| Silniční závody        | Silniční závody | Silniční závody | Silniční závody        | Silniční závody | Silniční závody | Silniční závody |
| ---------------------- | --------------- | --------------- | ---------------------- | --------------- | --------------- | --------------- |
| 5. srpna               | 10:00           | 12:00           | Ženy juniorky          | Glasgow         | Glasgow         | 70 km           |
| 5. srpna               | 13:00           | 16:00           | Muži junioři           | Glasgow         | Glasgow         | 127,2 km        |
| 6. srpna               | 9:30            | 16:00           | Muži elite             | Edinburgh       | Glasgow         | 271,1 km        |
| 12. srpna              | 12:00           | 16:00           | Muži do 23 let         | Balloch         | Glasgow         | 168,4 km        |
| 13. srpna              | 12:00           | 16:00           | Ženy elite             | Balloch         | Glasgow         | 154,1 km        |
| 13. srpna              | 12:00           | 16:00           | Ženy do 23 let         | Balloch         | Glasgow         | 154,1 km        |
| Smíšené týmové štafety |                 |                 |                        |                 |                 |                 |
| 8. srpna               | 13:00           | 16:00           | Smíšená týmová časovka | Glasgow         | Glasgow         | 40,3 km         |
| Individuální časovky   |                 |                 |                        |                 |                 |                 |
| 9. srpna               | 14:30           | 17:00           | Muži do 23 let         | Stirling        | Stirling        | 36,4 km         |
| 10. srpna              | 11:15           | 13:00           | Ženy juniorky          | Stirling        | Stirling        | 13,6 km         |
| 10. srpna              | 14:00           | 16:30           | Ženy elite             | Stirling        | Stirling        | 36,4 km         |
| 10. srpna              | 14:00           | 16:30           | Ženy do 23 let         | Stirling        | Stirling        | 36,4 km         |
| 11. srpna              | 10:00           | 12:30           | Muži junioři           | Stirling        | Stirling        | 23 km           |
| 11. srpna              | 14:35           | 17:00           | Muži elite             | Stirling        | Stirling        | 48,1 km         |

## Medailisté

### Elitní závody
| Závod                  | Zlato                                                                                         | Zlato         | Stříbro                                                                                                   | Stříbro       | Bronz                                                                                                | Bronz         |
| Mužské závody          | Mužské závody                                                                                 | Mužské závody | Mužské závody                                                                                             | Mužské závody | Mužské závody                                                                                        | Mužské závody |
| ---------------------- | --------------------------------------------------------------------------------------------- | ------------- | --- | ------------- | --- | ------------- |
| Silniční závod         | Mathieu van der Poel (NED)                                                                    | 6h 07' 27"    | Wout van Aert (BEL)                                                                                       | + 1' 37"      | Tadej Pogačar (SLO)                                                                                  | + 1' 45"      |
| Časovka                | Remco Evenepoel (BEL)                                                                         | 55' 19,23"    | Filippo Ganna (ITA)                                                                                       | + 12,28"      | Joshua Tarling (GBR)                                                                                 | + 48,20"      |
| Ženské závody          |                                                                                               |               | |               | |               |
| Silniční závod         | Lotte Kopecká (BEL)                                                                           | 4h 02' 12"    | Demi Volleringová (NED)                                                                                   | + 7"          | Cecilie Uttrupová Ludwigová (DEN)                                                                    | + 7"          |
| Časovka                | Chloé Dygertová (USA)                                                                         | 46' 59,80"    | Grace Brownová (AUS)                                                                                      | + 5,67"       | Christina Schweinbergerová (AUT)                                                                     | + 1' 12,95"   |
| Smíšené závody         |                                                                                               |               | |               | |               |
| Smíšená týmová štafeta | Švýcarsko                                                                                     | 54' 16,20"    | Francie                                                                                                   | + 7,08"       | Německo                                                                                              | + 51,31"      |
| Smíšená týmová štafeta | Elise Chabbeyová Nicole Kollerová Marlen Reusserová Stefan Bissegger Stefan Küng Mauro Schmid | 54' 16,20"    | Audrey Cordonová-Ragotová Cédrine Kerbaolová Juliette Labousová Bruno Armirail Rémi Cavagna Bryan Coquard | + 7,08"       | Ricarda Bauernfeindová Lisa Kleinová Franziska Kochová Miguel Heidemann Jannik Steimle Max Walscheid | + 51,31"      |

### Závody do 23 let
| Závod                    | Zlato                        | Zlato         | Stříbro                     | Stříbro       | Bronz                   | Bronz         |
| Mužské závody            | Mužské závody                | Mužské závody | Mužské závody               | Mužské závody | Mužské závody           | Mužské závody |
| ------------------------ | ---------------------------- | ------------- | --------------------------- | ------------- | ----------------------- | ------------- |
| Silniční závod do 23 let | Axel Laurance (FRA)          | 4h 04' 58"    | António Morgado (POR)       | + 2"          | Martin Svrček (SVK)     | + 2"          |
| Časovka do 23 let        | Lorenzo Milesi (ITA)         | 43' 00"       | Alec Segaert (BEL)          | + 11"         | Hamish McKenzie (AUS)   | + 51"         |
| Ženské závody            |                              |               |                             |               |                         |               |
| Silniční závod do 23 let | Blanka Vasová (HUN)          | 4h 06' 46"    | Shirin van Anrooijová (NED) | + 0"          | Anna Shackleyová (GBR)  | + 0"          |
| Časovka do 23 let        | Antonia Niedermaierová (GER) | 49' 27,26"    | Cédrine Kerbaolová (FRA)    | + 7,85"       | Julie De Wildeová (BEL) | + 39,13"      |

### Juniorské závody
| Závod                   | Zlato                                 | Zlato         | Stříbro               | Stříbro       | Bronz                        | Bronz         |
| Mužské závody           | Mužské závody                         | Mužské závody | Mužské závody         | Mužské závody | Mužské závody                | Mužské závody |
| ----------------------- | ------------------------------------- | ------------- | --------------------- | ------------- | ---------------------------- | ------------- |
| Silniční závod juniorů  | Albert Philipsen (DEN)                | 3h 06' 26"    | Paul Fietzke (GER)    | + 1' 19"      | Felix Ørn-Kristoff (NOR)     | + 1' 19"      |
| Časovka juniorů         | Oscar Chamberlain (AUS)               | 29' 29,62"    | Ben Wiggins (GBR)     | + 24,87"      | Louis Leidert (GER)          | + 34,11"      |
| Ženské závody           |                                       |               |                       |               |                              |               |
| Silniční závod juniorek | Julie Begová (FRA)                    | 1h 54' 53"    | Cat Fergusonová (GBR) | + 9"          | Fleur Moorsová (BEL)         | + 9"          |
| Časovka juniorek        | Felicity Wilsonová-Haffendenová (AUS) | 19' 31,51"    | Izzy Sharpová (GBR)   | + 16,59"      | Federica Venturelliová (ITA) | + 29,30"      |